# Liste der Baudenkmäler in Burgkunstadt
Auf dieser Seite sind die Baudenkmäler in der oberfränkischen Stadt Burgkunstadt zusammengestellt. Diese Tabelle ist eine Teilliste der Liste der Baudenkmäler in Bayern. Grundlage ist die Bayerische Denkmalliste, die auf Basis des Bayerischen Denkmalschutzgesetzes vom 1. Oktober 1973 erstmals erstellt wurde und seither durch das Bayerische Landesamt für Denkmalpflege geführt wird. Die folgenden Angaben ersetzen nicht die rechtsverbindliche Auskunft der Denkmalschutzbehörde.
 Diese Liste gibt den Fortschreibungsstand vom 12. September 2018 wieder und enthält 123 Baudenkmäler.

## Ensembles

### Ensemble Altstadt Burgkunstadt
Das Ensemble (Lage) besteht aus den zwei Bereichen der historischen Altstadt, d. h. der Oberstadt, die das ehemalige Burgareal und angelagerte Bereiche auf einem Sporn fast 30 Meter oberhalb des Obermaingrabens umfasst, und der Unterstadt am Rand des Flusstals. Wie Ausgrabungen des Landesamtes für Denkmalpflege 1975 ergaben, wurde um 830 eine mächtige und weitläufige Burganlage errichtet. Im darauffolgenden Jahrhundert war die Burg im Besitz der Schweinfurter Grafen. Eine Brandschicht wird als Hinweis auf die Zerstörung der Burg im Zuge der Auseinandersetzungen der Grafen mit König Heinrich II. im Jahr 1003 interpretiert. Nach dem Aussterben des Schweinfurter Grafengeschlechtes 1057 gelangte Burgkunstadt, das als „Kunstat“ 1059 erstmals urkundlich erwähnt ist, in Besitz der Bamberger Kirche. Die Stadt hatte die Funktion des Sitzes eines Amtmanns und eines fürstbischöflichen Vogtes. Diese administrativen Sitze im Burgbereich, das Rathaus und der Marktplatz mit der Pfarrkirche Sankt Heinrich und Kunigunde im Bereich der ehemaligen Vorburg bildeten die befestigte Oberstadt, während die Unterstadt an der Landstraße am Fuß des Sandsteinfelsens in den meisten Zeiträumen vor allem von der seit 1298 nachzuweisenden jüdische Gemeinde geprägt war. Deren überörtliche Bedeutung spiegelte sich nicht allein in ihrer Größe, sondern bis 1914 auch durch den Sitz eines Bezirksrabbinates wider. Die Unterstadt brannte 1584, die Oberstadt 1640 nieder. Das Burgareal verlor zunehmend an Bedeutung und bis Ende des 19. Jahrhunderts – abgesehen von der 1762 erweiterten Vogtei – sukzessive ältere Bausubstanz. Mit der Auflösung des Hochstiftes Bamberg gelangte die Stadt 1803 an das Königreich Bayern. Der Penzertorturm wurde 1816, das Lendtor und der Kronacher Torturm 1872 abgebrochen. Als wesentlicher Faktor der Industrialisierung ist der Anschluss des Ortes an die Ludwig-Süd-Nord-Eisenbahn 1846 anzusehen. 1888 erfolgte die Gründung der ersten Schuh-Großfabrikation. Die Schuhindustrie prägte die Stadt bis 1990, aus ihr ging 1925 bzw. 1959 ein namhafter Versandhandel hervor. Der ehemalige Burgbereich wird mehrheitlich vom 1894 gegründeten örtlichen Standort der Dillinger Regens-Wagner-Stiftung, einer Betreuungseinrichtung für Menschen mit Behinderungen und Hilfsbedürftige, genutzt und baulich dominiert. Der Bau von neuen Unterkunfts-, Gemeinschafts- und Therapiegebäuden, die weit in die umgebende Landschaft wirken, hielt bis Anfang des 21. Jahrhunderts an. Die Oberstadt wird räumlich vom ehemaligen Burgareal beherrscht. Auf seinem Gelände befinden sich die Solitärbauten des Rathauses von 1689/90 (1978 erweitert), des ehemals Redwitzschen Burggutes, der Vogtei und der nahezu burgartige, aber wesentlich jüngere und höhere Baukomplex der Regens-Wagner-Stiftung. Über die Straße Vogtei verbunden, öffnet sich östlich der Marktplatz mit trapezförmigem Zuschnitt. Die repräsentativen Gebäude reihen sich, oft giebelständig und mit Sichtfachwerk versehen, zu Platzwänden. Die Mehrheit dieser Gebäude ist im Kern der übertägigen Substanz in das 18. Jahrhundert einzuordnen. Die katholische Pfarrkirche wirkt äußerlich vor allem durch ihre spät- und neobarocken Architekturteile. Die regelmäßige Grundrissfigur setzt sich in den beiden Zufahrtsstraßen Kronacher Tor und Penzertor östlich fort. Kleinere Gassen ergänzen den Oberstadtbereich nach Norden, Osten und Süden. Im Osten sind ehemals der Stadtbefestigung vorgelagerte Bereiche dem Ensemble zugefügt. In diesen rückwärtigen Straßen und Gassen geben eine größere Zahl von historischen Scheunen und kombinierten landwirtschaftlichen Wirtschaftsgebäuden Zeugnis von der früheren Bedeutung dieses Wirtschaftszweiges. Die einzige befahrbare interne Verbindung zwischen Ober- und Unterstadt bildet die steile Gasse Lend, ursprünglich auch mit einem Tor der oberstädtischen Stadtmauer versehen. Die Struktur der Unterstadt wird maßgeblich durch die Kulmbacher Straße geprägt. Ihr Verlauf ist zwischen den Sandsteinfelsen des Obermaingrabens und dem Überschwemmungsbereich des Flusses eingezwängt. Der Baubestand ist heterogen, eine größere Anzahl von Gebäuden mit Sichtfachwerk, traufständige Gebäudetypen des 18. Jahrhunderts mit Walmdach und jüngere Bauten des späten 19. und des 20. Jahrhunderts prägen den Straßenraum zwischen Plan und dem südlichen Stadtausgang an der ehemaligen Klausenkapelle. Kleinere Nebenstraßen bzw. -gassen im Norden und Osten haben ergänzende Funktionen, umfassen aber oft ebenso wesentliche Zeugniswerte, wie das ehemalige jüdische Schulgebäude am Feuerweg zeigt. Da der ehemalige Überschwemmungsbereich des Mains heute bebaut ist und der Mühlbach verrohrt wurde, wird der südwestliche Rand des Denkmalensembles nunmehr durch eine rückwärtige Parzellengrenze und abschnittsweise durch einen Höhenversatz gebildet. Aktennummer: E-4-78-116-1.

### Ensemble Schloss und Gutshof Ebneth
Das Ensemble (Lage) besteht aus dem Schlossbereich und dem engeren Gutsareal. Es prägt die Grundstruktur der gesamten Ortslage und umfasst ihren nördlichen Teil. Das ehemals zur Reichsritterschaft Kanton Gebirg gehörige Rittergut Ebneth wird im 14. Jahrhundert erstmals als Besitz der Marschälke von Ebneth genannt. Spätestens seit der zweiten Hälfte spätestens 15. Jahrhunderts ist es als eine durch Erbfall zweigeteilte Anlage bekannt. Der Kernbau des gegenwärtigen Schlosses ist 1490 errichtet worden und hat durch Zerstörungen im Bauernkrieg und einen Brand von 1649 wenig aus seiner Frühzeit bewahrt. In den Jahren 1733/34 gelangte der durch Erbfall nun wieder vereinigte Schloss- und Gutsbesitz an die Familie von Seckendorff. Aus der Bestandsbeschreibung zu diesem Zeitpunkt geht hervor, dass der Gesamtkomplex des Schlossgutes als Ensemble wahrzunehmen war, obwohl es sich damals um eine zweigeteilte, wenn auch räumlich verbundene Anlage handelte. Zum ehemals Sachsen-Coburgischen Lehen gehörten der Standort des abgebrannten und nicht wiederaufgebauten Schlosses im Bereich der Terrasse südlich des noch bestehenden Baus, der Wassergraben, der zentrale Platzraum des Hofes, ein Garten mit Keller (das heutige Grundstück Nr. 14), ein „Steinerner Stadel“ und die „neue Stallung“, ein Bau von 1724, der heute mit dem jüngeren Gutshaus (Nr. 16) baulich verbunden ist. Außerdem gehörte das so genannte Georg Sebastianischen Marschalkhauses, zwischen neuer Stallung und Schloss gelegen, zum Sachsen-Coburgischen Lehen. Zum zweiten, dem Hochstift Bamberg übertragenen Lehen gehörten das bestehende, 1656/57 wiederaufgebaute Schloss, ein Brauhaus, ein Jägerhaus und Scheunen. Seit 1733 ist das Schloss- und Gutsareal im Charakter und Umfang kaum verändert erlebbar. Als wichtige bauliche Veränderungen sind der Umbau des Georg Sebastianischen Marschalkhauses zur Kapelle 1749 und verschiedene Neu- und Umbauten des späten 18. bis frühen 20. Jahrhunderts im Bereich des Gutshofes zu nennen. Die baulichen Spuren der des letztgenannten Zeitraums prägen das Gutsdorf Ebneth auch außerhalb des Denkmalensembles. Unmittelbar an der heutigen Hauptstraße liegen die Wirtschaftsgebäude des Gutshofes, nordöstlich davon, mit indirekter Zufahrt, das Schloss mit den zugehörigen Anlagen. Von der Hauptstraße wird die Zuwegung an den Wirtschaftsgebäuden Steinerner Stadel und der Neuen Stallung zum 1822 rückwärtig errichteten, biedermeierlichen Amtshaus (Nr. 14) geführt, bevor man die kleinere Platzsituation zwischen dem 1796 bezeichneten Amtshaus (Nr. 16) und dem Kapellenbau erreicht. Der im Obergeschoss untergebrachte Kapellenraum ist über eine Freitreppe am Nordgiebel zugänglich, und somit auf die Zufahrt zum bestehenden Schloss orientiert. Sie führt über eine 1774 errichtete Bogenbrücke zum 1656/57 auf dem Lehen des Hochstifts Bamberg wiederaufgebauten herrschaftlichen Haus. Das giebelständige Gebäude besteht aus zwei Teilen, die in Höhe und Geschossigkeit gestaffelt sind. Gräben, Terrassen und Wallanlagen betonen den repräsentativen Charakter des Bauwerks, das trotz seiner abgeschiedenen Lage das Zentrum des Guts- und Schlossareals bildet. Zusätzlich zu den genannten Objekten sind von den ehemals zugehörigen Bauten das alte, erweiterte Brauhaus zu nennen und das ehemalige Jägerhaus (Nr. 20), heute durch Umbauten des 19./20. Jahrhunderts als Forsthaus bezeichnet. Die westliche Scheune ist Anfang des 20. Jahrhunderts durch einen Neubau ersetzt worden. Ein Hundezwinger mit Holzschuppen und ein Backhaus des 19. Jahrhunderts ergänzen den Baubestand des gesamten Gutshofbereiches. Das Schlossgut Ebneth stellt mit seinen bedeutenden Einzelobjekten und dem wenig beeinträchtigten Gesamteindruck ein bedeutendes historisches Zeugnis dar. Bemerkenswert ist zusätzlich die Nachvollziehbarkeit des Inventars aus dem 18. Jahrhundert, wodurch in hervorragender Weise das gesamte Funktions- und Wirtschaftsgefüge eines ehemaligen Ritter- bzw. Schlossgutes dokumentiert wird. Aktennummer: E-4-78-116-2.

## Stadtbefestigung
| Lage                                        | Objekt                     | Beschreibung | Akten-Nr.             | Bild                       |
| ------------------------------------------- | -------------------------- | --- | --------------------- | -------------------------- |
| Polizeirangen 2, Polizeirangen 6 (Standort) | Burg- und Stadtbefestigung | Stadtmauer, Ummauerung der Oberstadt ist in Teilen erhalten geblieben, wohl frühes 14. Jahrhundert, Stadtgraben, Wall- und Grabenabschnitt des 9. Jahrhunderts | D-4-78-116-1 Wikidata | Burg- und Stadtbefestigung |

Im Jahr 2009 wurde der Abschnitt für etwa 910.000 Euro saniert und das Mauerwerk mit Beton verkleidet.

## Baudenkmäler nach Gemeindeteilen

### Burgkunstadt
| Lage                                                                                                | Objekt                                                           | Beschreibung | Akten-Nr.               | Bild                                                             |
| --------------------------------------------------------------------------------------------------- | ---------------------------------------------------------------- | --- | ----------------------- | ---------------------------------------------------------------- |
| Am Bahnhof 2 (Standort)                                                                             | Ehemalige Post                                                   | Zweigeschossiges neubarockes Mansarddachgebäude, genutete Ecklisenen, Sandsteingliederungen, 1903 | D-4-78-116-144 Wikidata | weitere Bilder                                                   |
| Am Bahnhof 3 (Standort)                                                                             | Bahnhofsgebäude                                                  | Zweigeschossiger Sandsteinquaderbau mit Walm- und Satteldach, um 1847 nach Plänen der Gärtnernachfolge, um 1900 Aufstockung des Zwischentraktes | D-4-78-116-2 Wikidata   | weitere Bilder                                                   |
| Am Bauershof (Standort)                                                                             | Ehemaliger bischöflicher Fronhof                                 | Zugehörige Fachwerkscheune mit Satteldach, 18. Jahrhundert | D-4-78-116-3 Wikidata   | Ehemaliger bischöflicher Fronhof                                 |
| Bahnhofstraße 4 (Standort)                                                                          | Wohnhaus                                                         | Zweigeschossiger Walmdachbau, Ecklisenen, Sandsteingliederungen, frühes 19. Jahrhundert | D-4-78-116-4 Wikidata   | Wohnhaus                                                         |
| Ebnether Berg (Standort)                                                                            | Jüdischer Friedhof                                               | Anlage mit Sandsteinummauerung, Grabdenkmäler ab 1626, 1679 erstmalige Erweiterung | D-4-78-116-80 Wikidata  | weitere Bilder                                                   |
| Ebnether Berg, Straße nach Hainweiher, 200 m nordwestlich Weiler Meuselsberg (Standort)             | Kruzifix                                                         | Sandsteinpfeiler mit eisernem Kreuzaufsatz, wohl spätes 18. Jahrhundert | D-4-78-116-87 Wikidata  | Kruzifix                                                         |
| Nähe Bahnhofstraße auf der rechten Mainseite nahe der alten Mainbrücke (Standort)                   | Alter Leichenstein                                               | Sandsteinplatte mit Kreuzrillung, mittelalterlich | D-4-78-116-88 Wikidata  | Alter Leichenstein                                               |
| Feuerweg 12 (Standort)                                                                              | Wohnhaus                                                         | Eingeschossiges verputztes Halbwalmdachhaus, 17./18. Jahrhundert | D-4-78-116-5 Wikidata   | weitere Bilder                                                   |
| Nähe Friedhofstraße (Standort)                                                                      | Katholische Fünf-Wunden-Kapelle, ehemalige Wallfahrtskirche      | Flachgedecktes Langhaus mit eingezogenem Vorchor und eingezogenem Chor, Langhaus Sandsteinquaderbau, Chor verputzt mit Sandsteingliederungen, über dem Chorschluss Kuppel mit Laterne, im Kern spätmittelalterlich, 1659–1666 Neubau mit Turm, 1719–52 Langhauserweiterung von Christoph Leidner | D-4-78-116-6 Wikidata   | weitere Bilder                                                   |
| Friedhofstraße 11 (Standort)                                                                        | Friedhof                                                         | Anlage des 18. Jahrhunderts, mit Grabdenkmalen | D-4-78-116-7 Wikidata   | Friedhof                                                         |
| Friedhofstraße 9, vor dem Friedhof (Standort)                                                       | Wegkapelle                                                       | Sandsteinquaderbau mit Satteldach, neugotisch, 19. Jahrhundert, mit Ausstattung | D-4-78-116-192 Wikidata | weitere Bilder                                                   |
| Friedhofstraße, Friedhofstraße 4, Nähe Friedhofstraße (Standort)                                    | Kreuzweg vom Fuß des Friedhofsberges zur Fünfwundenkapelle       | Drei erhalten gebliebene Kreuzwegstationen, Sandstein, 1518, erneuert 1730 | D-4-78-116-8 Wikidata   | Kreuzweg vom Fuß des Friedhofsberges zur Fünfwundenkapelle       |
| Kirchleiner Straße, in der Kirchleiner Straße an der Abzweigung Peunt (Standort)                    | Bildstock                                                        | Sandstein, Pfeiler mit stichbogigem Abschluss, Reliefs, 16. Jahrhundert | D-4-78-116-81 Wikidata  | Bildstock                                                        |
| Kirchleiner Straße (Standort)                                                                       | Kreuzstein, sogenannter Schwedenstein                            | Spätmittelalterliche Sandsteinplatte mit Rillung eines Sockelbogenkreuzes und Ritterlanze, bezogen auf eine Totschlagsühne von 1404 des Fritz Marschalk von Ebneth, in der Kirchleiner Straße an der Abzweigung Peunt | D-4-78-116-11 Wikidata  | Kreuzstein, sogenannter Schwedenstein                            |
| Kronacher Tor 1 (Standort)                                                                          | Wohnhaus                                                         | Zweigeschossiger Walmdachbau, Fachwerkobergeschoss, 17./18. Jahrhundert, im Erdgeschoss moderner Ladeneinbau | D-4-78-116-12 Wikidata  | weitere Bilder                                                   |
| Kronacher Tor 10 (Standort)                                                                         | Wohnhaus                                                         | Zweigeschossiger Walmdachbau, verputztes Fachwerkobergeschoss, Freitreppe, 18. Jahrhundert | D-4-78-116-13 Wikidata  | weitere Bilder                                                   |
| Kulmbacher Straße, Nr. 2 (Standort)                                                                 | Sogenannter Färberbrunnen                                        | Rechteckiges steinernes Brunnenbecken, gusseiserner Brunnenstock, zweite Hälfte 19. Jahrhundert, Anlage älter | D-4-78-116-15 Wikidata  | Sogenannter Färberbrunnen                                        |
| Kulmbacher Straße 2 (Standort)                                                                      | Wohnhaus, ehemaliges Färberhaus                                  | Zweigeschossiges Eckhaus mit abgewalmten Satteldach, verschiefertes Fachwerkobergeschoss, Ecklisenen im Erdgeschoss, 17./19. Jahrhundert, Kern mittelalterlich | D-4-78-116-14 Wikidata  | weitere Bilder                                                   |
| Kulmbacher Straße 4 (Standort)                                                                      | Wohnhaus                                                         | Zweigeschossiges Gebäude mit abgewalmten Satteldach, im Obergeschoss Zierfachwerk des 18. Jahrhunderts | D-4-78-116-16 Wikidata  | weitere Bilder                                                   |
| Kulmbacher Straße 6 (Standort)                                                                      | Wohn- und Geschäftshaus                                          | Zweigeschossiger Walmdachbau, Zierfachwerk im Obergeschoss, 17./18. Jahrhundert, im Erdgeschoss moderner Ladeneinbau | D-4-78-116-17 Wikidata  | weitere Bilder                                                   |
| Kulmbacher Straße 9 (Standort)                                                                      | Wohn- und Geschäftshaus                                          | Zweigeschossiges traufständiges Satteldachhaus, verputztes Giebelfachwerk, Lisenengliederung, Freitreppe, Fassade Anfang 19. Jahrhundert, Kern wohl spätmittelalterlich | D-4-78-116-18 Wikidata  | weitere Bilder                                                   |
| Kulmbacher Straße 12 (Standort)                                                                     | Wohn- und Geschäftshaus                                          | Zweigeschossiges Satteldachhaus, Fachwerkobergeschoss wohl des 17./18. Jahrhunderts, Erdgeschoss frühes 19. Jahrhundert | D-4-78-116-19 Wikidata  | weitere Bilder                                                   |
| Kulmbacher Straße 15 (Standort)                                                                     | Wohn- und Geschäftshaus                                          | Dreigeschossiges traufständiges Satteldachhaus, Fachwerkobergeschosse, 17./18. Jahrhundert, im Erdgeschoss moderner Ladeneinbau | D-4-78-116-20 Wikidata  | weitere Bilder                                                   |
| Kulmbacher Straße 16 (Standort)                                                                     | Wohn- und Geschäftshaus                                          | Zweigeschossiger Walmdachbau, Fachwerkobergeschoss, erste Hälfte 18. Jahrhundert, im Erdgeschoss moderner Ladeneinbau | D-4-78-116-21 Wikidata  | weitere Bilder                                                   |
| Kulmbacher Straße 17 (Standort)                                                                     | Wohn- und Geschäftshaus                                          | Dreigeschossiger Walmdachbau, zweites Obergeschoss Fachwerk zum Teil verkleidet, Felsenrampe mit Prellsteinen, 18. Jahrhundert, über älterem Kern | D-4-78-116-22 Wikidata  | weitere Bilder                                                   |
| Kulmbacher Straße 18 (Standort)                                                                     | Wohn- und Geschäftshaus                                          | Zweigeschossiges Mansarddachgebäude, Fassade und Dach noch um 1800, im Erdgeschoss moderner Ladeneinbau | D-4-78-116-23 Wikidata  | weitere Bilder                                                   |
| Kulmbacher Straße 27 (Standort)                                                                     | Wohnhaus, ehemaliges jüdisches Haus                              | Zweigeschossiges Walmdachbau, verputztes Fachwerkobergeschoss, rechtwinkliger zweigeschossiger Anbau, seitliche Außentreppe, 18. Jahrhundert | D-4-78-116-24 Wikidata  | weitere Bilder                                                   |
| Kulmbacher Straße 28 (Standort)                                                                     | Wohnhaus                                                         | Zweigeschossiges giebelständiges Satteldachhaus, verputztes Fachwerk, 17./18. Jahrhundert, im Erdgeschoss moderner Ladeneinbau | D-4-78-116-25 Wikidata  | weitere Bilder                                                   |
| Kulmbacher Straße 30, Feuerweg (Standort)                                                           | Wohnhaus                                                         | Zweigeschossiger Walmdachbau, verputztes Fachwerkobergeschoss, 18. Jahrhundert, Kern 17. Jahrhundert, zugehöriger gegenüberliegender Felsenkeller | D-4-78-116-26 Wikidata  | weitere Bilder                                                   |
| Kulmbacher Straße 34 (Standort)                                                                     | Wohnhaus                                                         | Dreigeschossiges giebelständiges Satteldachhaus in Ecklage, Fachwerkobergeschosse, 18. Jahrhundert, zweites Obergeschoss moderne Aufstockung | D-4-78-116-28 Wikidata  | weitere Bilder                                                   |
| Kulmbacher Straße 37 (Standort)                                                                     | Wohnhaus                                                         | Zweigeschossiges Walmdachhaus, verputztes Fachwerkobergeschoss, frühes 19. Jahrhundert | D-4-78-116-29 Wikidata  | weitere Bilder                                                   |
| Kulmbacher Straße 39 (Standort)                                                                     | Wohnhaus                                                         | Zweigeschossiges Walmdachhaus, Fachwerkobergeschoss, Türkeilsteinbezeichnung „1831“, Kern wohl älter | D-4-78-116-30 Wikidata  | weitere Bilder                                                   |
| Kulmbacher Straße 40 (Standort)                                                                     | Wohnhaus                                                         | Zweigeschossiges Walmdachhaus, verputztes Fachwerkobergeschoss, Lisenengliederung, 17./19. Jahrhundert, im Erdgeschoss moderner Ladeneinbau | D-4-78-116-31 Wikidata  | weitere Bilder                                                   |
| Kulmbacher Straße 42 (Standort)                                                                     | Wohnhaus                                                         | Zweigeschossiger verputzter Walmdachbau, antikisierende Eckpilaster, um 1830 | D-4-78-116-33 Wikidata  | weitere Bilder                                                   |
| Kulmbacher Straße 43 (gegenüber von Nr. 42) (Standort)                                              | Felsenkeller mit alten Fässerlagen                               | am Eingang bezeichnet mit „1631“ | D-4-78-116-32 Wikidata  | Felsenkeller mit alten Fässerlagen                               |
| Kulmbacher Straße 45, Kulmbacher Straße 47 (Standort)                                               | Fragmente der 1472 errichteten profanierten Marienklausenkapelle | Reste von Umfassungsmauern aus Sandsteinquadern und gotischen Konsolen und Kreuzrippen, teilweiser Abbruch 1816 | D-4-78-116-34 Wikidata  | Fragmente der 1472 errichteten profanierten Marienklausenkapelle |
| Nähe Kulmbacher Straße, Keplerweg 4, gegenüber Kulmbacher Straße 48 (Standort)                      | Christus am Ölberg                                               | Sandstein, erste Hälfte 17. Jahrhundert, Felsnische des 17. Jahrhunderts mit gleichzeitigem Sandsteinrelief | D-4-78-116-35 Wikidata  | Christus am Ölberg                                               |
| Kuni-Tremel-Eggert-Straße 1 (Standort)                                                              | Wohnhaus                                                         | Zweigeschossiges Eckhaus mit Walmdach, verputztes Fachwerkobergeschoss, 1769 neu gebaut, neuere Umbauten | D-4-78-116-36 Wikidata  | Wohnhaus                                                         |
| Kuni-Tremel-Eggert-Straße 3 (Standort)                                                              | Wohnhaus                                                         | Zweigeschossiges Walmdachhaus mit verputztem Fachwerkobergeschoss, 18./19. Jahrhundert, spätere Erneuerungen | D-4-78-116-37 Wikidata  | Wohnhaus                                                         |
| Kuni-Tremel-Eggert-Straße 5 (Standort)                                                              | Wohnhaus                                                         | Eingeschossiger Satteldachbau, verputztes Fachwerk, Ecklisenen, 18. Jahrhundert, mittelalterliche Unterkellerung | D-4-78-116-38 Wikidata  | Wohnhaus                                                         |
| Kuni-Tremel-Eggert-Straße 7 (Standort)                                                              | Wohnhaus                                                         | Zweigeschossiger Walmdachbau, Ecklisenen, 17./18. Jahrhundert, äußere Erscheinung erste Hälfte 19. Jahrhundert, wohl mittelalterlicher Sockelbereich mit ehemaligem Kleinstall, zweistöckige mittelalterliche Unterkellerung | D-4-78-116-39 Wikidata  | Wohnhaus                                                         |
| Kuni-Tremel-Eggert-Straße 15 (Standort)                                                             | Wohnhaus                                                         | Zweigeschossiger Walmdachbau, verkleidetes Fachwerkobergeschoss, Ecklisenen im Erdgeschoss, 18. Jahrhundert | D-4-78-116-40 Wikidata  | Wohnhaus                                                         |
| Kuni-Tremel-Eggert-Straße, Lend, Marktplatz, Roßgasse, Kronacher Tor, auf dem Marktplatz (Standort) | Heiliger Johannes Nepomuk                                        | Sandstein, wohl von Pankraz Fries, bezeichnet mit „1777“ | D-4-78-116-64 Wikidata  | Heiliger Johannes Nepomuk                                        |
| Lend 4 (Standort)                                                                                   | Wohnhaus                                                         | Zweigeschossiger Fachwerkbau mit Walmdach, massiver Sandsteinsockel, wohl 17. Jahrhundert | D-4-78-116-41 Wikidata  | Wohnhaus                                                         |
| Lend 9 (Standort)                                                                                   | Wohnhaus                                                         | Zweigeschossiger verputzter Walmdachbau, wohl 17. Jahrhundert, Kern spätmittelalterlich | D-4-78-116-42 Wikidata  | Wohnhaus                                                         |
| Lend 12 (Standort)                                                                                  | Vier Felsenkeller, darunter die Untere Darre                     | wohl 15.–18. Jahrhundert | D-4-78-116-44 Wikidata  | BW                                                               |
| Lend 16 (Standort)                                                                                  | Wohnhaus                                                         | Zweigeschossiges verputztes traufständiges Satteldachhaus, 18./19. Jahrhundert | D-4-78-116-43 Wikidata  | Wohnhaus                                                         |
| Marktplatz (Standort)                                                                               | Katholische Stadtpfarrkirche Sankt Heinrich und Kunigunde        | Sandsteinquaderbau mit Einturmfassade, eingezogener Chor, im Kern mittelalterlich, 1783–1786 Verlängerung des Langhauses und Errichtung der Einturmfassade nach Plänen von Johann Lorenz Fink, 1812–1813 Neubau von Chor und Langhaus nach Plänen von Johann Lorenz Fink, mit Ausstattung | D-4-78-116-57 Wikidata  | weitere Bilder                                                   |
| Marktplatz (vor der Fassade der Kirche) (Standort)                                                  | Immaculata und Heiliger Johann Nepomuk                           | Sandstein, drittes Viertel 18. Jahrhundert | D-4-78-116-57 Wikidata  | Immaculata und Heiliger Johann Nepomuk                           |
| Marktplatz (an der Südseite der Kirche) (Standort)                                                  | Kriegerdenkmal                                                   | Von 1870/71, von Hans Göppner | D-4-78-116-57 Wikidata  | Kriegerdenkmal                                                   |
| Marktplatz 1 (Standort)                                                                             | Wohnhaus                                                         | Zweigeschossiger verputzter Walmdachbau, Eckpilaster, Freitreppe, bezeichnet mit „1804“ | D-4-78-116-45 Wikidata  | Wohnhaus                                                         |
| Marktplatz 2 (Standort)                                                                             | Wohnhaus                                                         | Zweigeschossiger Fachwerkbau mit Satteldach, 17./18. Jahrhundert, im Erdgeschoss moderner Ladeneinbau | D-4-78-116-46 Wikidata  | Wohnhaus                                                         |
| Marktplatz 3 (Standort)                                                                             | Wohnhaus                                                         | Zweigeschossiges Walmdachhaus, Fachwerkobergeschoss, Ecklisenen im Erdgeschoss, Freitreppe, bezeichnet mit „1794“ | D-4-78-116-47 Wikidata  | Wohnhaus                                                         |
| Marktplatz 4 (Standort)                                                                             | Wohnhaus                                                         | Zweigeschossiger Fachwerkbau mit Satteldach, 18. Jahrhundert Geburtshaus von Joseph Arneth. | D-4-78-116-48 Wikidata  | Wohnhaus                                                         |
| Marktplatz 5 (Standort)                                                                             | Wohnhaus                                                         | Zweigeschossiger Walmdachbau, Fachwerkobergeschoss, um 1800 | D-4-78-116-49 Wikidata  | Wohnhaus                                                         |
| Marktplatz 6 (Standort)                                                                             | Wohnhaus                                                         | Zweigeschossiger verputzter Walmdachbau, 18./19. Jahrhundert | D-4-78-116-50 Wikidata  | Wohnhaus                                                         |
| Marktplatz 7 (Standort)                                                                             | Wohnhaus                                                         | Zweigeschossiges Walmdachhaus, Fachwerkobergeschoss, Ecklisenen im Erdgeschoss, rundbogige zugesetzte Einfahrt, bezeichnet mit „1827“ | D-4-78-116-51 Wikidata  | Wohnhaus                                                         |
| Marktplatz 9 (Standort)                                                                             | Wohnhaus                                                         | Zweigeschossiges Walmdachhaus, Fachwerkobergeschoss, im Erdgeschoss Sandsteinquader, 17./18. Jahrhundert, Erdgeschoss spätes 19. Jahrhundert | D-4-78-116-52 Wikidata  | Wohnhaus                                                         |
| Marktplatz 10 (Standort)                                                                            | Wohnhaus                                                         | Zweigeschossiger Walmdachbau, verputztes Fachwerkobergeschoss, Ecklisenen, 18./19. Jahrhundert | D-4-78-116-53 Wikidata  | Wohnhaus                                                         |
| Marktplatz 11 (Standort)                                                                            | Wohnhaus                                                         | Zweigeschossiger Walmdachbau, Fachwerkobergeschoss und Dachstuhl, 18. Jahrhundert, Erdgeschoss erneuert | D-4-78-116-54 Wikidata  | Wohnhaus                                                         |
| Marktplatz 12 (Standort)                                                                            | Wohnhaus                                                         | Zweigeschossiges Eckhaus mit abgewalmten Satteldach, verschiefertes Obergeschoss, genutete Ecklisenen im Erdgeschoss, 18./19. Jahrhundert | D-4-78-116-55 Wikidata  | weitere Bilder                                                   |
| Marktplatz 13 (Standort)                                                                            | Ehemals Amtmannshaus                                             | Zweigeschossiger Walmdachbau, genutete Ecklisenen im Erdgeschoss, Portalrahmung mit Relief der Marienkrönung über Familienwappen der Burkart, weiträumige mittelalterliche Unterkellerung, bezeichnet mit „1720“, 1926 Obergeschoss erneuert | D-4-78-116-56 Wikidata  | Ehemals Amtmannshaus                                             |
| Marktplatz 15 (Standort)                                                                            | Wohnhaus                                                         | Zweigeschossiger verputzter Walmdachbau, 18. Jahrhundert | D-4-78-116-58 Wikidata  | Wohnhaus                                                         |
| Marktplatz 16, Marktplatz 20 (Standort)                                                             | Pfarrhof                                                         | Zweigeschossiger Satteldachbau, verschiefertes Obergeschoss, 17./18. Jahrhundert, Hoftore, rundbogige Einfahrt mit gequaderter Rahmung und daneben entsprechend gebildete Fußgängerpforte, bezeichnet mit „1723“ | D-4-78-116-59 Wikidata  | Pfarrhof                                                         |
| Marktplatz 20 (Standort)                                                                            | Spätmittelalterliche Keller, Relief Marienkrönung                | Sandstein, bezeichnet mit „1703“ | D-4-78-116-61 Wikidata  | Spätmittelalterliche Keller, Relief Marienkrönung                |
| Marktplatz 22 (Standort)                                                                            | Wohnhaus                                                         | Zweigeschossiger verputzter Walmdachbau, bezeichnet mit „1814“ | D-4-78-116-62 Wikidata  | Wohnhaus                                                         |
| Marktplatz 24 (Standort)                                                                            | Wohnhaus                                                         | Zweigeschossiges Eckhaus mit Walmdach, Fachwerkobergeschoss, bezeichnet mit „1798“ | D-4-78-116-63 Wikidata  | Wohnhaus                                                         |
| Plan 8 (Standort)                                                                                   | Wohn- und Geschäftshaus                                          | Zweigeschossiger Walmdachbau, Obergeschoss verschiefert, 18. Jahrhundert, im Erdgeschoss moderner Ladeneinbau | D-4-78-116-66 Wikidata  | Wohn- und Geschäftshaus                                          |
| Regens-Wagner-Platz 5, Regens-Wagner-Platz 2 (Standort)                                             | Ehemalige fürstbischöfliche Vogtei, sogenannte Fronfeste         | Zweiflügeliger dreigeschossiger Putzbau mit Walmdächern, im Kern 15. Jahrhundert, 1788 Ausbau nach Plänen von Johann Lorenz Fink, moderner Anbau 2006; gegen Westen Mauerzug aus Sandsteinquadern, bezeichnet mit „1695“ | D-4-78-116-79 Wikidata  | Ehemalige fürstbischöfliche Vogtei, sogenannte Fronfeste         |
| Nähe Roßgasse, zwischen Roßgasse 5 und 9 (Standort)                                                 | Scheune                                                          | Fachwerkbau mit Satteldach, 17./18. Jahrhundert | D-4-78-116-69           | Scheune                                                          |
| Nähe Städelgasse, gegenüber Städelgasse 4 (Standort)                                                | Scheune                                                          | Fachwerkbau mit Satteldach, 17./18. Jahrhundert | D-4-78-116-70           | Scheune                                                          |
| Vogtei 1 (Standort)                                                                                 | Wohnhaus                                                         | Zweigeschossiger Satteldachbau, Fachwerkobergeschoss, um 1700 | D-4-78-116-72 Wikidata  | Wohnhaus                                                         |
| Vogtei 2 (Standort)                                                                                 | Wohnhaus                                                         | Zweigeschossiger Walmdachbau, verputztes Fachwerkobergeschoss, Eckpilaster, Freitreppe, 17./18. Jahrhundert | D-4-78-116-73 Wikidata  | Wohnhaus                                                         |
| Vogtei 4 (Standort)                                                                                 | Wohnhaus                                                         | Zweigeschossiges Walmdachhaus, verputztes Fachwerkobergeschoss des 17./18. Jahrhunderts | D-4-78-116-74 Wikidata  | Wohnhaus                                                         |
| Vogtei 5 (Standort)                                                                                 | Rathaus                                                          | Dreigeschossiger Satteldachbau mit Dachreiter, Erdgeschoss und erstes Obergeschoss Sandsteinbau, Westtrakt Ende 15. Jahrhundert und älter, im Kern des Osttraktes hochmittelalterlicher Wohnturm auf frühmittelalterlichem Mauerwerk, zweites Obergeschoss Zierfachwerk 1689/90 von Jörg Hoffmann, im modernen Rathausanbau Mauerteile wohl des 11. Jahrhunderts der Burgkapelle Sankt Margarethen, vor dem Rathaus Reste der romanischen Schildmauer | D-4-78-116-75 Wikidata  | weitere Bilder                                                   |

### Eben
| Lage              | Objekt                                               | Beschreibung | Akten-Nr.              | Bild |
| ----------------- | ---------------------------------------------------- | --- | ---------------------- | ---- |
| Eben 8 (Standort) | Ehemaliger von Künßbergscher Gutshof                 | Zweigeschossiges Wohnstallhaus mit Walmdach, erste Hälfte 19. Jahrhundert, Schafstall, 1887 umgebaut, mit Wappenstein von 1729 | D-4-78-116-89 Wikidata | BW   |
| Eben 8 (Standort) | Schafstall des ehemaligen von Künßbergschen Gutshofs | | D-4-78-116-89 Wikidata | BW   |

### Ebneth
| Lage | Objekt                              | Beschreibung | Akten-Nr.               | Bild                                |
| --- | ----------------------------------- | --- | ----------------------- | ----------------------------------- |
| Bergäcker, an der Straße nach Burgkunstadt, unter der Baumgruppe beim Kriegerdenkmal (Standort)                   | Kreuzstein, sogenannter Zentstein   | Sandsteinpfeiler mit Kreuzritzung, 16. Jahrhundert. Kleiner runder Stein aus Sandstein in den Abmessungen 40 × 55 × 23 cm. An der Vorderseite ein eingeritztes Kreuz sowie mehrere kleine Vertiefungen (Näpfchen) und auf der Oberseite eine Einkerbung. Der Stein wurde um 1700 aufgestellt, als Ersatz für eine abgegangene Martersäule. In einer Urkunde im Archiv Ebneth wurde über ihn festgehalten: „All wo die Malefizpersonen der Zentherrschaft Weismain jedesmal ausgeliefert wurden.“ Der Stein diente also als Übergabeort des Zehnts. | D-4-78-116-95 Wikidata  | Kreuzstein, sogenannter Zentstein   |
| Breite Heide, Fallhutweide, Mittlacher Holz, Birkenschrot, Buchrangen, im Wald südwestlich vor dem Ort (Standort) | Felsenkeller                        | Die zahlreichen, vermutlich bereits um 1790 in die Sandsteinfelsen gemeißelten Felsenkeller im Hangwald westlich des Burgkunstadter Ortsteils Ebneth befinden sich in einem etwa 250 m langen und 50 m breiten Areal mit etwa 5 m über Bodenniveau herausragenden Felsen. Aufgrund ihrer Vielzahl wird der Bereich auch als „Felsenlabyrinth“ bezeichnet. Die Keller dienten Jahrzehnte lang bis Mitte des 20. Jahrhunderts zum Lagern von Bier und Lebensmitteln. Heutzutage werden sie teilweise noch als Lager- und Stauraum genutzt. In vergangenen Jahrhunderten diente das Areal auch als Freizeitort und Sommerkeller für die örtliche Bevölkerung und verfügte über eine Freikegelbahn und einen Schießstand. | D-4-78-116-94 Wikidata  | weitere Bilder                      |
| Hauptstraße 11 (Standort)                                                                                         | Ehemaliges Gasthaus zum Lindenzweig | Zweigeschossiger verputzter Walmdachbau, Sandsteingliederungen, Freitreppe, bezeichnet mit „1839“ | D-4-78-116-90 Wikidata  | Ehemaliges Gasthaus zum Lindenzweig |
| Hauptstraße 11 (Standort)                                                                                         | Scheune                             | Mit Halbwalmdach, massiv und Fachwerk, erste Hälfte 19. Jahrhundert | D-4-78-116-90 Wikidata  | Scheune                             |
| Hauptstraße 12 (Standort)                                                                                         | Wohnhaus                            | Eingeschossiges Kleinhaus mit Satteldach, wohl frühes 19. Jahrhundert | D-4-78-116-143 Wikidata | Wohnhaus                            |
| Hauptstraße 14 (Standort)                                                                                         | Ehemaliges Amtshaus                 | Zweigeschossiger Walmdachbau, Sandsteingliederungen, Freitreppe, bezeichnet mit „1822“. | D-4-78-116-93 Wikidata  | Ehemaliges Amtshaus                 |
| Hauptstraße 14 (Standort)                                                                                         | Kellerbau                           | Zum Amtshaus zugehöriger Kellerbau, Sandsteinquaderbau mit Satteldach, wohl 18. Jahrhundert | D-4-78-116-93 Wikidata  | Kellerbau                           |
| Hauptstraße 16 (Standort)                                                                                         | Gutshaus                            | Zweigeschossiger Walmdachbau, verputztes Fachwerkobergeschoss, bezeichnet mit „1796“; dabei Backhaus, wohl erste Hälfte 19. Jahrhundert | D-4-78-116-91 Wikidata  | Gutshaus                            |
| Hauptstraße 16 (Standort)                                                                                         | Stall                               | An Gutshaus angebauter Stall, bezeichnet mit „1725“; | D-4-78-116-91 Wikidata  | Stall                               |
| Hauptstraße 18 (Standort)                                                                                         | Schloss                             | Zwei fluchtend aneinandergelegte ein- und zweigeschossige Satteldachbauten, Kernbau um 1490, nach Zerstörung Wiederaufbau bis 1657, im 18. Jahrhundert umgebaut (bezeichnet mit „1752“), mit Ausstattung; Aussichtsterrasse | D-4-78-116-92 Wikidata  | weitere Bilder                      |
| Hauptstraße 18 (Standort)                                                                                         | Schloss Bogenbrücke                 | Ehemaliger Wassergraben mit zweijochiger Brücke von 1744 | D-4-78-116-92 Wikidata  | Schloss Bogenbrücke                 |
| Hauptstraße 22 (Standort)                                                                                         | Schloss, Kapellenbau                | Zweigeschossiger verputzter Bau mit abgewalmten Satteldach, Erdgeschoss des späten 16. Jahrhunderts, 1749 als Kapelle aufgestockt mit Freitreppe und Dachreiter, mit Ausstattung; zwei klassizistische Grabmäler, erste Hälfte 19. Jahrhundert | D-4-78-116-92 Wikidata  | weitere Bilder                      |
| Hauptstraße 22 (Standort)                                                                                         | Schloss, Tor                        | Sandsteinpfeiler mit Kugelbekrönung, 18. Jahrhundert | D-4-78-116-92 Wikidata  | Schloss, Tor                        |
| Hauptstraße 24/26 (Standort)                                                                                      | Schloss, Brauhaus mit Jagdhaus      | Eingeschossiger Walmdachbau mit zweigeschossigem Satteldachanbau, 18. Jahrhundert | D-4-78-116-92 Wikidata  | Schloss, Brauhaus mit Jagdhaus      |
| Hauptstraße 20 (Standort)                                                                                         | Schloss, Forsthaus                  | 18. Jahrhundert, verändert Anfang 20. Jahrhundert | D-4-78-116-92 Wikidata  | Schloss, Forsthaus                  |
| Hauptstraße 16 (Standort)                                                                                         | Schloss, alter Stadel               | Sandsteinquaderbau mit Satteldach, im Kern spätgotisch, Erneuerungen und Anbauten | D-4-78-116-92 Wikidata  | Schloss, alter Stadel               |
| Oberdorfstraße 23, Oberdorfstraße 25 (Standort)                                                                   | Wohnhaus                            | Eingeschossiges Doppelhaus mit Halbwalmdach, 18./19. Jahrhundert | D-4-78-116-142 Wikidata | Wohnhaus                            |

### Gärtenroth
| Lage                            | Objekt                                                                   | Beschreibung                                                                        | Akten-Nr.               | Bild           |
| ------------------------------- | ------------------------------------------------------------------------ | ----------------------------------------------------------------------------------- | ----------------------- | -------------- |
| Kirchweg 1 (Standort)           | Wohnhaus                                                                 | Zweigeschossiges Wohnstallhaus mit Walmdach, Fachwerkobergeschoss, 19. Jahrhundert  | D-4-78-116-97 Wikidata  | Wohnhaus       |
| Kirchweg 3 (Standort)           | Pfarrhaus                                                                | Zweigeschossiges Fachwerkhaus mit Satteldach, Freitreppe, 1707                      | D-4-78-116-98 Wikidata  | weitere Bilder |
| Nähe Kirchweg (Standort)        | Evangelisch-lutherische Pfarrkirche Sankt Maria, Sankt Petrus und Paulus | Chorturmkirche, 13./14. Jahrhundert, Umbauten von 1752/53 und 1806, mit Ausstattung | D-4-78-116-99 Wikidata  | weitere Bilder |
| Mainrother Straße 9 (Standort)  | Wohnhaus                                                                 | Zweigeschossiges Walmdachgebäude, frühes 18. Jahrhundert                            | D-4-78-116-100 Wikidata | Wohnhaus       |
| Mainrother Straße 11 (Standort) | Gasthaus                                                                 | Zweigeschossiges Walmdachgebäude, Fachwerkobergeschoss, bezeichnet mit „1823“       | D-4-78-116-101 Wikidata | Gasthaus       |

### Hainzendorf
| Lage                     | Objekt                                        | Beschreibung | Akten-Nr.               | Bild     |
| ------------------------ | --------------------------------------------- | --- | ----------------------- | -------- |
| Hainzendorf 1 (Standort) | Wohnhaus                                      | Zweigeschossiges Wohnstallhaus mit Walmdach, Fachwerk, massiver Stallteil, bezeichnet mit „1809“ | D-4-78-116-104 Wikidata | Wohnhaus |
| Hainzendorf 1 (Standort) | Ehemalige Zehentscheune des Klosters Langheim | Fachwerkbau des 17. Jahrhunderts | D-4-78-116-106 Wikidata | BW       |
| Hainzendorf 5 (Standort) | Ruine                                         | Überrest einer um die Wende vom 10. zum 11. Jahrhundert als Niederungsburg angelegten Turmhügelanlage (Motte). Erhalten und als Denkmal geschützt sind der Wassergraben mit Randwall, beides wohl aus dem 10. Jahrhundert, dazu Fundamente des sogenannten Puntzenhofes, eines Gutshofs des 17. Jahrhunderts | D-4-78-116-105 Wikidata | Ruine    |

### Kirchlein
| Lage                           | Objekt                                    | Beschreibung                                                                                                  | Akten-Nr.               | Bild           |
| ------------------------------ | ----------------------------------------- | --- | ----------------------- | -------------- |
| Kathi-Baur-Platz 10 (Standort) | Pfarrhaus                                 | Zweigeschossiger Sandsteinbau mit Walmdach, 1851                                                              | D-4-78-116-108 Wikidata | Pfarrhaus      |
| Kathi-Baur-Platz 12 (Standort) | Katholische Pfarrkirche Mariä Himmelfahrt | Neugotischer Sandsteinquaderbau mit eingezogenem Chor und Turm, 1904 von Chrysostomus Martin, mit Ausstattung | D-4-78-116-107 Wikidata | weitere Bilder |

### Mainklein
| Lage                                              | Objekt    | Beschreibung                                                                 | Akten-Nr.               | Bild      |
| ------------------------------------------------- | --------- | ---------------------------------------------------------------------------- | ----------------------- | --------- |
| In Mainklein, am östlichen Ortsausgang (Standort) | Bildstock | Sandstein, Säule mit Aufsatz in Form eines Medaillons, bezeichnet mit „1737“ | D-4-78-116-109 Wikidata | Bildstock |

### Mainroth
| Lage                                      | Objekt                                       | Beschreibung | Akten-Nr.               | Bild                                         |
| ----------------------------------------- | -------------------------------------------- | --- | ----------------------- | -------------------------------------------- |
| Gärtenrother Straße 1 (Standort)          | Wohnhaus                                     | Zweigeschossiges Bauernhaus, Obergeschoss Fachwerk, verschiefert, Türrahmung, bezeichnet mit „1801“ | D-4-78-116-110 Wikidata | Wohnhaus                                     |
| Kirchplatz, vor Unterer Berg 2 (Standort) | Bildstock                                    | Sandstein, Säule mit vierseitigem Aufsatz, um 1700 | D-4-78-116-126 Wikidata | Bildstock                                    |
| Kirchplatz 1 (Standort)                   | Gasthaus                                     | Zweigeschossiger Satteldachbau, Fachwerkobergeschoss (verkleidet), wohl 18. Jahrhundert | D-4-78-116-111 Wikidata | Gasthaus                                     |
| Kirchplatz 2 (Standort)                   | Ehemaliges Bräu- und Schulhaus               | Zweigeschossiges Mansarddachgebäude mit Dachreiter, teilverschiefertes Fachwerkobergeschoss, dieses im Zuge der Schulnutzung später im Inneren verändert, um 1730                                                                  | D-4-78-116-112 Wikidata | Ehemaliges Bräu- und Schulhaus               |
| Kirchplatz 4 (Standort)                   | Wohnhaus                                     | Zweigeschossiges Walmdachgebäude, erste Hälfte 19. Jahrhundert | D-4-78-116-113 Wikidata | Wohnhaus                                     |
| Oberer Berg 1 (Standort)                  | Katholische Pfarrkirche Sankt Michael        | Sandsteinquaderbau mit eingezogenem Chor und Turm im nördlichen Chorwinkel, Chor und Turm um 1680, Langhausneubau 1745, mit Ausstattung, Friedhof mit spätmittelalterlicher Friedhofsmauer mit Erneuerungen im 17./18. Jahrhundert | D-4-78-116-114 Wikidata | weitere Bilder                               |
| Oberer Berg 1 (Standort)                  | Friedhof                                     | Mit spätmittelalterlicher Friedhofsmauer mit Erneuerungen im 17./18. Jahrhundert | D-4-78-116-114 Wikidata | Friedhof                                     |
| Oberer Berg 4 (Standort)                  | Wohnhaus                                     | Zweigeschossiges Walmdachhaus, Freitreppe mit Sandsteinbalustrade, 18./19. Jahrhundert, Fachwerkobergeschoss 19. Jahrhundert, Erdgeschoss zum Teil verändert                                                                       | D-4-78-116-115 Wikidata | Wohnhaus                                     |
| Unterer Berg 2 (Standort)                 | Wohnstallhaus                                | Zweigeschossig, mit abgewalmten Satteldach, Fachwerkobergeschoss, im Erdgeschoss Ecklisenen, 18./19. Jahrhundert | D-4-78-116-116 Wikidata | Wohnstallhaus                                |
| Unterer Berg 4 (Standort)                 | Pfarrhaus                                    | Zweigeschossiger Sandsteinquaderbau mit Walmdach, 19. Jahrhundert | D-4-78-116-117 Wikidata | Pfarrhaus                                    |
| Unterer Berg 7 (Standort)                 | Wohnhaus                                     | Eingeschossiges Fachwerkhaus mit Satteldach, frühes 19. Jahrhundert | D-4-78-116-118 Wikidata | Wohnhaus                                     |
| Unterer Berg 13 (Standort)                | Wohnstallhaus                                | Zweigeschossig, mit Walmdach, Fachwerkobergeschoss, bezeichnet mit „1824“, im Erdgeschoss teilweise verändert | D-4-78-116-119 Wikidata | Wohnstallhaus                                |
| Unterer Berg 20 (Standort)                | Wohnhaus                                     | Zweigeschossiger Satteldachbau mit Fachwerkobergeschoss, Giebelseite verschiefert, wohl 17./18. Jahrhundert | D-4-78-116-122 Wikidata | Wohnhaus                                     |
| Unterer Berg 23 (Standort)                | Wohnhaus                                     | Eingeschossiges Satteldachhaus, Fachwerk, 18./19. Jahrhundert | D-4-78-116-123 Wikidata | Wohnhaus                                     |
| Unterer Berg 24 (Standort)                | Lagerteil mit Keller der ehemaligen Brauerei | 17./18. Jahrhundert | D-4-78-116-124 Wikidata | Lagerteil mit Keller der ehemaligen Brauerei |

### Neuses am Main
| Lage                           | Objekt                 | Beschreibung | Akten-Nr.               | Bild                   |
| ------------------------------ | ---------------------- | --- | ----------------------- | ---------------------- |
| Alte Schmiede 1 (Standort)     | Ehemalige Dorfschmiede | Eingeschossiger Sandsteinquaderbau mit Satteldach und Fachwerkgiebel, 19. Jahrhundert, mit Hausglocke                                      | D-4-78-116-127 Wikidata | Ehemalige Dorfschmiede |
| Kurmainzer Straße 1 (Standort) | Gasthaus zum Löwen     | Zweigeschossiges Wohnstallhaus mit Halbwalmdach, verputztes Fachwerkobergeschoss, 17./18. Jahrhundert, neuere Anbauten 19./20. Jahrhundert | D-4-78-116-128 Wikidata | Gasthaus zum Löwen     |

### Reuth
| Lage               | Objekt        | Beschreibung                                             | Akten-Nr.               | Bild          |
| ------------------ | ------------- | -------------------------------------------------------- | ----------------------- | ------------- |
| Reuth 4 (Standort) | Wohnstallhaus | Zweigeschossig, mit Walmdach, Fachwerkobergeschoss, 1830 | D-4-78-116-130 Wikidata | Wohnstallhaus |

### Theisau
| Lage | Objekt                                       | Beschreibung                                                                        | Akten-Nr.               | Bild                                         |
| --- | -------------------------------------------- | ----------------------------------------------------------------------------------- | ----------------------- | -------------------------------------------- |
| Nähe Steingraben (Standort)                                                                                               | Katholische Marienkapelle                    | Sandsteinquaderbau mit Satteldach und Dachreiter, neugotisch, 1881                  | D-4-78-116-131 Wikidata | weitere Bilder                               |
| Prügeler Weg, Steingraben, Rötenberg, Steingraben 5, im Ort, an der Abzweigung des Prügeler Wegs von der B 289 (Standort) | Sandsteinfigur des Heiligen Johannes Nepomuk | Bezeichnet mit „1722“                                                               | D-4-78-116-132 Wikidata | Sandsteinfigur des Heiligen Johannes Nepomuk |
| Rötenberg, an der Abzweigung Rötenberg/Kiefernwald (Standort)                                                             | Bildstock                                    | Sandstein, Säule mit ionischem Kapitell, vierseitiger Aufsatz, noch 17. Jahrhundert | D-4-78-116-133 Wikidata | Bildstock                                    |

### Weidnitz
| Lage                          | Objekt   | Beschreibung                                                        | Akten-Nr.               | Bild     |
| ----------------------------- | -------- | ------------------------------------------------------------------- | ----------------------- | -------- |
| Bamberger Straße 7 (Standort) | Wohnhaus | Eingeschossiges Halbwalmdachhaus, Ecklisenen, bezeichnet mit „1836“ | D-4-78-116-136 Wikidata | Wohnhaus |

### Wildenroth
| Lage                                                                                               | Objekt | Beschreibung | Akten-Nr.               | Bild                     |
| -------------------------------------------------------------------------------------------------- | --- | --- | ----------------------- | ------------------------ |
| Brunnsteig, ca. 250 m vor dem Ort, am Verbindungsweg zwischen Gärtenroth und Wildenroth (Standort) | Gedenkstein, sogenannter Franzosenstein, für einen nach mündlicher Überlieferung 1812 gefallenen Franzosen | Sandstein | D-4-78-116-141 Wikidata | BW                       |
| Wildenroth 1 (Standort)                                                                            | Schloss | Dreigeschossiger Hauptbau mit polygonalem Turm an der Südwestecke, zweites Obergeschoss Fachwerk, sonst verputzt, 1525/36 über spätmittelalterlichem Kern, Anbau des 19. Jahrhunderts | D-4-78-116-138 Wikidata | weitere Bilder           |
| Wildenroth 5 (Standort)                                                                            | Gastwirtschaft zur Mühle                                                                                   | Zweigeschossiger Fachwerkbau mit Satteldach, 1804 | D-4-78-116-139 Wikidata | Gastwirtschaft zur Mühle |
| Wildenroth 8 (Standort)                                                                            | Wohnhaus                                                                                                   | Eingeschossiges Wohnstallhaus mit Frackdach, Fachwerk, frühes 19. Jahrhundert, daneben Felsenschmiede, um 1640                                                                        | D-4-78-116-140 Wikidata | Wohnhaus                 |

## Ehemalige Baudenkmäler
In diesem Abschnitt sind Objekte aufgeführt, die früher einmal in der Denkmalliste eingetragen waren, jetzt aber nicht mehr. Objekte, die in anderem Zusammenhang also z. B. als Teil eines Baudenkmals weiter eingetragen sind, sollen hier nicht aufgeführt werden. Aktennummern in diesem Abschnitt sind ehemalige, jetzt nicht mehr gültige Aktennummern.
| Lage                                                                                 | Objekt                         | Beschreibung | Akten-Nr.               | Bild |
| ------------------------------------------------------------------------------------ | ------------------------------ | --- | ----------------------- | ---- |
| Burgkunstadt Roßgasse 3 (Standort)                                                   | Türkeilstein                   | Bezeichnet mit „1839“ | D-4-78-116-68 Wikidata  | BW   |
| Burgkunstadt Vogtei 8, östlich der Anstaltsküche (Standort)                          | Rest eines Turmes              | Hochmittelalterlich | D-4-78-116-76 Wikidata  | BW   |
| Burgkunstadt Vogtei 11 (Standort)                                                    | Fragmente der Stadtbefestigung | Reste von Stützmauern an der Südseite, frühes 14. Jahrhundert (ehemaliges redwitzisches Burggut)                                                                   | D-4-78-116-78 Wikidata  | BW   |
| Burgkunstadt Feldweg nach Strößendorf ()                                             | Kreuzstein                     | Sandstein, spätmittelalterlich | D-4-78-116-83           |      |
| Burgkunstadt Südlich Straße nach Kirchlein, 600 m nördlich Kaltenreuth ()            | Grenzstein des Schaftriebs     | Bezeichnet mit „TK“ (terminus Kaltenreuth) „HS“ (Hutstein 1727); unter einem Lachbaum (Grenzbaum)                                                                  | D-4-78-116-84 Wikidata  |      |
| Burgkunstadt In der Ortsberger Flur ()                                               | Zehntstein                     | 1697, mit Wappen des Klosters Langheim | D-4-78-116-85 Wikidata  |      |
| Burgkunstadt 50 m südlich Feldflur Kaltenreuth-Theisau, 500 m nordöstlich Theisau () | Zehntstein                     | 1697, mit Wappen des Klosters Langheim | D-4-78-116-86           |      |
| Gärtenroth Feldfuhr Gärtenroth–Einöde Straß, östlich des Spitzberges ()              | Waldgrenzstein                 | Mit Wappen von Redwitz und von Künsberg 1711 | D-4-78-116-103 Wikidata |      |
| Mainroth 1 km südlich Mainroth, westlich der Rothwinder Mühle (Standort)             | Fischgrenzsteine               | Von 1618 mit Amtswappen des Fürstbischofs Johann Gottfried von Aschhausen und Wappenrelief der Neustädter, genannt Stürmer; entsprechender Stein auf dem Gegenufer | D-4-78-116-125 Wikidata | BW   |
| Mainroth Rotstein (Standort)                                                         | Volto Santo Reliefstein        | Mit der Darstellung eines bekleideten, gekreuzigten Christus, vermutlich 13. Jahrhundert                                                                           | D-4-78-116-148 Wikidata | BW   |
| Mainroth Unterer Berg 14 (Standort)                                                  | Türstock                       | Bezeichnet mit „1810“ | D-4-78-116-120 Wikidata | BW   |
| Reuth Haus Nr. 1 (Standort)                                                          | Wohnstallfachwerkbau           | 17./18. Jahrhundert | D-4-78-116-129 Wikidata | BW   |
| Weidnitz Bamberger Straße 9 (Standort)                                               | Türrahmung mit Scheitelstein   | Bezeichnet mit „1836“ | D-4-78-116-137 Wikidata | BW   |
| Weidnitz Hasenstein 4 (Standort)                                                     | Ziehbrunnen                    | 18. Jahrhundert | D-4-78-116-134 Wikidata | BW   |
| Weidnitz Hasenstein 5 (Standort)                                                     | Türrahmen                      | Bezeichnet mit „1838“ | D-4-78-116-135 Wikidata | BW   |

## Abgegangene Baudenkmäler
In diesem Abschnitt sind Objekte aufgeführt, die früher einmal in der Denkmalliste eingetragen waren, jetzt aber nicht mehr existieren, z. B. weil sie abgebrochen wurden. Aktennummern in diesem Abschnitt sind ehemalige, jetzt nicht mehr gültige Aktennummern.

| Lage                                         | Objekt       | Beschreibung                                                                              | Akten-Nr.               | Bild           |
| -------------------------------------------- | ------------ | ----------------------------------------------------------------------------------------- | ----------------------- | -------------- |
| Burgkunstadt Kulmbacher Straße 32 (Standort) | Wohnhaus     | Zweigeschossiges giebelständiges Satteldachhaus, verputztes Fachwerk, 17./18. Jahrhundert | D-4-78-116-27 Wikidata  | weitere Bilder |
| Mainroth Unterer Berg 18 (Standort)          | Fachwerkhaus | 17./18. Jahrhundert, wohl ursprünglich Nebengebäude zu Unterer Berg 20                    | D-4-78-116-121 Wikidata | BW             |